# AEW Beach Break
AEW Beach Break é um especial anual de luta profissional para a televisão produzido pela promoção americana All Elite Wrestling (AEW). Estabelecido em 2021, o evento original foi ao ar como um episódio especial do principal programa de televisão semanal da promoção, Dynamite. Em 2022, foi expandido para um evento de duas partes, com a segunda parte sendo exibida como um episódio especial de Rampage. É nomeado após um dos movimentos finais do lutador AEW Orange Cassidy, o Beach Break. O evento substituiu o Bash at the Beach como o evento temático de praia da promoção realizado no meio do inverno.

## História
Em 18 de março de 2019, Cody Rhodes, que se tornou lutador e vice-presidente executivo da All Elite Wrestling (AEW), registrou a marca registrada de vários nomes de eventos da World Championship Wrestling (WCW) que a WWE (proprietária da propriedade intelectual da WCW) havia permitido expirar, incluindo Bash at the Beach, com base em que Dusty Rhodes, seu pai, os criou. Conseqüentemente, a AEW realizou dois eventos Bash at the Beach em 2020. Em novembro daquele ano, no entanto, um acordo foi alcançado entre Cody Rhodes e a WWE no qual Cody ganhou a marca registrada "Cody Rhodes", que a WWE manteve após sua corrida em essa empresa, em troca da WWE ganhar as marcas registradas do evento WCW que Cody reivindicou, incluindo Bash at the Beach.
Duas semanas após o anúncio do acordo de marca registrada, a AEW substituiu o Bash at the Beach por um evento chamado Beach Break, em homenagem a um dos golpes finais do lutador da AEW Orange Cassidy, o Beach Break. Foi anunciado para ser realizado como um episódio especial do Dynamite em janeiro de 2021. No entanto, o evento foi posteriormente remarcado para 3 de fevereiro. Devido à pandemia de COVID-19 em andamento, o evento foi realizado no Daily's Place em Jacksonville, Flórida.
No episódio de 5 de janeiro de 2022 do Dynamite, foi anunciado que um segundo Beach Break aconteceria como um evento de duas partes no Wolstein Center em Cleveland, Ohio em 26 de janeiro. parte foi ao ar em atraso de fita como o episódio de 28 de janeiro do Rampage. Isso estabeleceu o Beach Break como um especial anual de televisão para a AEW, realizado no meio do inverno.

## Eventos
| # | Evento                | Data                                               | Cidade                | Localização     | Evento principal | Ref.  |
| - | --------------------- | -------------------------------------------------- | --------------------- | --------------- | --- | ----- |
| 1 | AEW Bash at the Beach | 15 de janeiro de 2020                              | Coral Gables, Florida | Watsco Center   | Pac vs. Darby Allin | [ 7 ] |
| 2 | Beach Break (2021)    | 3 de fevereiro de 2021                             | Jacksonville, Florida | Daily's Place   | Kenny Omega e The Good Brothers (Doc Gallows e Karl Anderson) vs. Jon Moxley e Death Triangle (Pac e Rey Fénix)                        | [ 5 ] |
| 3 | Beach Break (2022)    | 26 de janeiro de 2022                              | Cleveland, Ohio       | Wolstein Center | Adam Cole vs. Orange Cassidy em uma luta Lights Out                                                                                    | [ 6 ] |
| 3 | Beach Break (2022)    | 26 de janeiro de 2022 (foi ao ar em 28 de janeiro) | Cleveland, Ohio       | Wolstein Center | Jurassic Express (Jungle Boy e Luchasaurus) (c) vs. Private Party (Marq Quen e Isiah Kassidy) pelo Campeonato Mundial de Duplas da AEW | [ 8 ] |